# Grabovnica
Grabovnica is een plaats in de gemeente Čazma in de Kroatische provincie Bjelovar-Bilogora. De plaats telt 413 inwoners (2001).